# Helmond Sport in het seizoen 2007/08
Het seizoen 2007/08 is het 40e jaar in het bestaan van de Helmondse voetbalclub Helmond Sport. De club uit Helmond komt voor de 24e keer op rij uit in de Nederlandse Eerste divisie. De club kwam uit in de Eerste divisie en eindigde op een 7e plek. De club uit Helmond wist de nacompetitie te bereiken, maar werd verslagen door De Graafschap. In de KNVB Beker werd de club in de 2e ronde uitgeschakeld door Go Ahead Eagles.

## Eerste Divisie

### Wedstrijden
Speelronde 1
| Datum/tijd             | Thuis   | Uitslag       | Uit                                                               | Informatie |
| ---------------------- | ------- | ------------- | ----------------------------------------------------------------- | ---------- |
| 10 augustus 2007 20:00 |         |               |                                                                   |            |
| Top Oss                | 1 - 1   | Helmond Sport | Top Oss Stadion, Oss Toeschouwers: 2.362 Arbiter: Dick van Egmond |            |
| W. van den Herik 48'   | (0 - 1) | 45' R. Jansen | Top Oss Stadion, Oss Toeschouwers: 2.362 Arbiter: Dick van Egmond |            |

Speelronde 2
| Datum/tijd                                 | Thuis   | Uitslag         | Uit                                                               | Informatie |
| ------------------------------------------ | ------- | --------------- | ----------------------------------------------------------------- | ---------- |
| 19 augustus 2007 14:30                     |         |                 |                                                                   |            |
| Helmond Sport                              | 3 - 0   | Go Ahead Eagles | De Braak, Helmond Toeschouwers: 3.216 Arbiter: Raymond van Meenen |            |
| S. Lettinga 13' Y. Chida 45' M. Höcher 64' | (2 - 0) |                 | De Braak, Helmond Toeschouwers: 3.216 Arbiter: Raymond van Meenen |            |

Speelronde 3
| Datum/tijd                     | Thuis   | Uitslag        | Uit                                                        | Informatie |
| ------------------------------ | ------- | -------------- | ---------------------------------------------------------- | ---------- |
| 24 augustus 2007 20:00         |         |                |                                                            |            |
| Helmond Sport                  | 2 - 1   | FC Dordrecht   | De Braak, Helmond Toeschouwers: 3.343 Arbiter: Ruud Bossen |            |
| J. Remacle 17' J. Habraken 71' | (1 - 1) | 36' M. Kalisse | De Braak, Helmond Toeschouwers: 3.343 Arbiter: Ruud Bossen |            |

Speelronde 4
| Datum/tijd             | Thuis | Uitslag        | Uit                                                                            | Informatie |
| ---------------------- | ----- | -------------- | ------------------------------------------------------------------------------ | ---------- |
| 27 augustus 2007 20:00 |       |                |                                                                                |            |
| Fortuna Sittard        | 0 - 1 | Helmond Sport  | Wagner en Partners Stadion, Sittard Toeschouwers: 3.641 Arbiter: Roelof Luinge |            |
|                        | 0 - 0 | 71' J. Remacle | Wagner en Partners Stadion, Sittard Toeschouwers: 3.641 Arbiter: Roelof Luinge |            |

Speelronde 5
| Datum/tijd                      | Thuis | Uitslag       | Uit                                                                        | Informatie |
| ------------------------------- | ----- | ------------- | -------------------------------------------------------------------------- | ---------- |
| 31 augustus 2007 20:00          |       |               |                                                                            |            |
| RKC Waalwijk                    | 2 - 1 | Helmond Sport | Mandemakers Stadion, Waalwijk Toeschouwers: 3.500 Arbiter: Jack van Hulten |            |
| L. Garcia 32' B. De Ceulaer 75' | 1 - 0 | 52' Y. Chida  | Mandemakers Stadion, Waalwijk Toeschouwers: 3.500 Arbiter: Jack van Hulten |            |

Speelronde 6
| Datum/tijd             | Thuis   | Uitslag        | Uit                                                           | Informatie |
| ---------------------- | ------- | -------------- | ------------------------------------------------------------- | ---------- |
| 7 september 2007 20:00 |         |                |                                                               |            |
| Helmond Sport          | 1 - 1   | Haarlem        | De Braak, Helmond Toeschouwers: 3.513 Arbiter: Pol van Boekel |            |
| J. Remacle 31'         | (1 - 0) | 83' B. Quainoo | De Braak, Helmond Toeschouwers: 3.513 Arbiter: Pol van Boekel |            |

Speelronde 7
| Datum/tijd              | Thuis   | Uitslag            | Uit                                                       | Informatie |
| ----------------------- | ------- | ------------------ | --------------------------------------------------------- | ---------- |
| 14 september 2007 20:00 |         |                    |                                                           |            |
| Helmond Sport           | 0 - 1   | FC Den Bosch       | De Braak, Helmond Toeschouwers: 3.886 Arbiter: Raf Bylois |            |
|                         | (0 - 0) | 46' P. van Moorsel | De Braak, Helmond Toeschouwers: 3.886 Arbiter: Raf Bylois |            |

Speelronde 8
| Datum/tijd                             | Thuis | Uitslag       | Uit                                                                       | Informatie |
| -------------------------------------- | ----- | ------------- | ------------------------------------------------------------------------- | ---------- |
| 17 september 2007 20:00                |       |               |                                                                           |            |
| ADO Den Haag                           | 2 - 0 | Helmond Sport | ADO Den Haag Stadion, Den Haag Toeschouwers: 4.092 Arbiter: Michel Winter |            |
| H. Meriç 70' H. van de Haar 81' (pen.) | 0 - 0 |               | ADO Den Haag Stadion, Den Haag Toeschouwers: 4.092 Arbiter: Michel Winter |            |

Speelronde 9
| Datum/tijd                  | Thuis   | Uitslag             | Uit                                                          | Informatie |
| --------------------------- | ------- | ------------------- | ------------------------------------------------------------ | ---------- |
| 21 september 2007 20:00     |         |                     |                                                              |            |
| Helmond Sport               | 2 - 1   | Stormvogels Telstar | De Braak, Helmond Toeschouwers: 3.642 Arbiter: Björn Kuipers |            |
| Y. Chida 18' Bruno Roma 81' | (1 - 0) | 71' M. Holwijn      | De Braak, Helmond Toeschouwers: 3.642 Arbiter: Björn Kuipers |            |

Speelronde 10
| Datum/tijd                                      | Thuis   | Uitslag        | Uit                                                                     | Informatie |
| ----------------------------------------------- | ------- | -------------- | ----------------------------------------------------------------------- | ---------- |
| 28 september 2007 20:00                         |         |                |                                                                         |            |
| AGOVV Apeldoorn                                 | 3 - 1   | Helmond Sport  | Sportpark Berg & Bos, Apeldoorn Toeschouwers: 1.921 Arbiter: Ed Janssen |            |
| R. ter Heide 33' J. Bokila 74' K. Garritsen 90' | (1 - 1) | 17' J. Remacle | Sportpark Berg & Bos, Apeldoorn Toeschouwers: 1.921 Arbiter: Ed Janssen |            |

Speelronde 11
| Datum/tijd                          | Thuis   | Uitslag     | Uit                                                          | Informatie |
| ----------------------------------- | ------- | ----------- | ------------------------------------------------------------ | ---------- |
| 5 oktober 2007 20:00                |         |             |                                                              |            |
| Helmond Sport                       | 2 - 1   | FC Volendam | De Braak, Helmond Toeschouwers: 3.497 Arbiter: Ben Haverkort |            |
| I. van Leerdam 80' M. Junqueira 86' | (0 - 0) | 64' B. Deul | De Braak, Helmond Toeschouwers: 3.497 Arbiter: Ben Haverkort |            |

Speelronde 12
| Datum/tijd                    | Thuis   | Uitslag       | Uit                                                              | Informatie |
| ----------------------------- | ------- | ------------- | ---------------------------------------------------------------- | ---------- |
| 12 oktober 2007 20:00         |         |               |                                                                  |            |
| FC Emmen                      | 2 - 1   | Helmond Sport | Univé Stadion, Emmen Toeschouwers: 3.238 Arbiter: Jeroen Sanders |            |
| M. Friis 30' E. Bernhardt 49' | (1 - 0) | 87' P. Uneken | Univé Stadion, Emmen Toeschouwers: 3.238 Arbiter: Jeroen Sanders |            |

Speelronde 13
| Datum/tijd            | Thuis   | Uitslag               | Uit                                                               | Informatie |
| --------------------- | ------- | --------------------- | ----------------------------------------------------------------- | ---------- |
| 19 oktober 2007 20:00 |         |                       |                                                                   |            |
| Helmond Sport         | 1 - 1   | SC Cambuur Leeuwarden | De Braak, Helmond Toeschouwers: 3.116 Arbiter: Mike van der Roest |            |
| J. Remacle 44'        | (1 - 0) | 57' R. El Khalifi     | De Braak, Helmond Toeschouwers: 3.116 Arbiter: Mike van der Roest |            |

Speelronde 14
| Datum/tijd            | Thuis   | Uitslag       | Uit                                                                    | Informatie |
| --------------------- | ------- | ------------- | ---------------------------------------------------------------------- | ---------- |
| 26 oktober 2007 20:00 |         |               |                                                                        |            |
| FC Zwolle             | 1 - 1   | Helmond Sport | Oosterenkstadion, Zwolle Toeschouwers: 3.156 Arbiter: Peter van Dongen |            |
| Tozé 19'              | (1 - 0) | 56' Y. Chida  | Oosterenkstadion, Zwolle Toeschouwers: 3.156 Arbiter: Peter van Dongen |            |

Speelronde 15
| Datum/tijd                                                 | Thuis   | Uitslag       | Uit                                                                   | Informatie |
| ---------------------------------------------------------- | ------- | ------------- | --------------------------------------------------------------------- | ---------- |
| 2 november 2007 20:00                                      |         |               |                                                                       |            |
| FC Eindhoven                                               | 3 - 0   | Helmond Sport | Jan Louwersstadion, Eindhoven Toeschouwers: 2.156 Arbiter: Ed Janssen |            |
| T. Nelemans 16' (pen.) F. Caracciolo 49' F. Caracciolo 90' | (1 - 0) |               | Jan Louwersstadion, Eindhoven Toeschouwers: 2.156 Arbiter: Ed Janssen |            |

Speelronde 16
| Datum/tijd                   | Thuis   | Uitslag             | Uit                                                          | Informatie |
| ---------------------------- | ------- | ------------------- | ------------------------------------------------------------ | ---------- |
| 9 november 2007 20:00        |         |                     |                                                              |            |
| Helmond Sport                | 2 - 1   | FC Omniworld        | De Braak, Helmond Toeschouwers: 2.736 Arbiter: Michel Winter |            |
| G. Joppen 16' Bruno Roma 53' | (1 - 1) | 43' (pen.) S. Duits | De Braak, Helmond Toeschouwers: 2.736 Arbiter: Michel Winter |            |

Speelronde 17
| Datum/tijd             | Thuis   | Uitslag       | Uit                                                                 | Informatie |
| ---------------------- | ------- | ------------- | ------------------------------------------------------------------- | ---------- |
| 16 november 2007 20:00 |         |               |                                                                     |            |
| BV Veendam             | 0 - 1   | Helmond Sport | De Langeleegte, Veendam Toeschouwers: 2.815 Arbiter: Jeroen Sanders |            |
|                        | (0 - 1) | 21' P. Uneken | De Langeleegte, Veendam Toeschouwers: 2.815 Arbiter: Jeroen Sanders |            |

Speelronde 18
| Datum/tijd                           | Thuis   | Uitslag                        | Uit                                                     | Informatie |
| ------------------------------------ | ------- | ------------------------------ | ------------------------------------------------------- | ---------- |
| 23 november 2007 20:00               |         |                                |                                                         |            |
| Helmond Sport                        | 2 - 2   | MVV                            | De Braak, Helmond Toeschouwers: 3.396 Arbiter: Dick Jol |            |
| J. Habraken 23' T. Daemen 70' (e.d.) | (1 - 1) | 14' R. van Boxel 67' E. Sillah | De Braak, Helmond Toeschouwers: 3.396 Arbiter: Dick Jol |            |

Speelronde 19
| Datum/tijd             | Thuis   | Uitslag                                                      | Uit                                                                      | Informatie |
| ---------------------- | ------- | ------------------------------------------------------------ | ------------------------------------------------------------------------ | ---------- |
| 30 november 2007 20:00 |         |                                                              |                                                                          |            |
| RBC Roosendaal         | 1 - 4   | Helmond Sport                                                | Rosada Stadion, Roosendaal Toeschouwers: 3.350 Arbiter: Hessel Steegstra |            |
| B. Martha 31'          | (1 - 2) | 14' S. Lettinga 43' S. Lettinga 69' S. Lettinga 78' Y. Chida | Rosada Stadion, Roosendaal Toeschouwers: 3.350 Arbiter: Hessel Steegstra |            |

Speelronde 20
| Datum/tijd            | Thuis   | Uitslag       | Uit                                                        | Informatie |
| --------------------- | ------- | ------------- | ---------------------------------------------------------- | ---------- |
| 9 december 2007 14:30 |         |               |                                                            |            |
| Helmond Sport         | 0 - 1   | Top Oss       | De Braak, Helmond Toeschouwers: 3.133 Arbiter: Ruud Bossen |            |
|                       | (0 - 0) | 82' R. Jacobs | De Braak, Helmond Toeschouwers: 3.133 Arbiter: Ruud Bossen |            |

Speelronde 21
| Datum/tijd                                            | Thuis   | Uitslag       | Uit                                                               | Informatie |
| ----------------------------------------------------- | ------- | ------------- | ----------------------------------------------------------------- | ---------- |
| 14 december 2007 20:00                                |         |               |                                                                   |            |
| FC Volendam                                           | 4 - 0   | Helmond Sport | Kras Stadion, Volendam Toeschouwers: 3.281 Arbiter: Michel Winter |            |
| J. Tuijp 21' B. Deul 30' B. Hofstede 42' J. Tuijp 51' | (3 - 0) |               | Kras Stadion, Volendam Toeschouwers: 3.281 Arbiter: Michel Winter |            |

Speelronde 22
| Datum/tijd             | Thuis   | Uitslag                                      | Uit                                                           | Informatie |
| ---------------------- | ------- | -------------------------------------------- | ------------------------------------------------------------- | ---------- |
| 21 december 2007 20:00 |         |                                              |                                                               |            |
| Helmond Sport          | 0 - 3   | FC Emmen                                     | De Braak, Helmond Toeschouwers: 1.648 Arbiter: Danny Makkelie |            |
|                        | (0 - 1) | 28' S. van Dijk 64' S. van Dijk 67' M. Friis | De Braak, Helmond Toeschouwers: 1.648 Arbiter: Danny Makkelie |            |

Speelronde 23
| Datum/tijd                    | Thuis   | Uitslag      | Uit                                                       | Informatie |
| ----------------------------- | ------- | ------------ | --------------------------------------------------------- | ---------- |
| 11 januari 2008 20:00         |         |              |                                                           |            |
| Helmond Sport                 | 2 - 0   | ADO Den Haag | De Braak, Helmond Toeschouwers: 3.261 Arbiter: Kevin Blom |            |
| H. Mihci 44' M. Junqueira 64' | (1 - 0) |              | De Braak, Helmond Toeschouwers: 3.261 Arbiter: Kevin Blom |            |

Speelronde 24
| Datum/tijd            | Thuis   | Uitslag                            | Uit                                                                                 | Informatie |
| --------------------- | ------- | ---------------------------------- | ----------------------------------------------------------------------------------- | ---------- |
| 20 januari 2008 14:30 |         |                                    |                                                                                     |            |
| FC Den Bosch          | 0 - 2   | Helmond Sport                      | Stadion De Vliert, 's-Hertogenbosch Toeschouwers: 3.955 Arbiter: Raymond van Meenen |            |
|                       | (0 - 1) | 45' J. Nieuwenburg 80' J. Habraken | Stadion De Vliert, 's-Hertogenbosch Toeschouwers: 3.955 Arbiter: Raymond van Meenen |            |

Speelronde 25
| Datum/tijd                                               | Thuis   | Uitslag         | Uit                                                           | Informatie |
| -------------------------------------------------------- | ------- | --------------- | ------------------------------------------------------------- | ---------- |
| 25 januari 2008 20:00                                    |         |                 |                                                               |            |
| Helmond Sport                                            | 4 - 1   | FC Eindhoven    | De Braak, Helmond Toeschouwers: 3.412 Arbiter: Pol van Boekel |            |
| H. Suart 24' P. Uneken 27' J. Habraken 38' M. Höcher 45' | (4 - 0) | 72' De Meersman | De Braak, Helmond Toeschouwers: 3.412 Arbiter: Pol van Boekel |            |

Speelronde 26
| Datum/tijd                                     | Thuis   | Uitslag       | Uit                                                                            | Informatie |
| ---------------------------------------------- | ------- | ------------- | ------------------------------------------------------------------------------ | ---------- |
| 1 februari 2008 20:00                          |         |               |                                                                                |            |
| FC Omniworld                                   | 3 - 1   | Helmond Sport | Mitsubishi Forkliftstadion, Almere Toeschouwers: 2.239 Arbiter: Jeroen Sanders |            |
| D. Matusiwa 18' D. Matusiwa 44' P. Mulders 47' | (2 - 0) | 60' P. Uneken | Mitsubishi Forkliftstadion, Almere Toeschouwers: 2.239 Arbiter: Jeroen Sanders |            |

Speelronde 27
| Datum/tijd                                                                   | Thuis   | Uitslag         | Uit                                                         | Informatie |
| ---------------------------------------------------------------------------- | ------- | --------------- | ----------------------------------------------------------- | ---------- |
| 8 februari 2008 20:00                                                        |         |                 |                                                             |            |
| Helmond Sport                                                                | 5 - 0   | AGOVV Apeldoorn | De Braak, Helmond Toeschouwers: 2.926 Arbiter: Luuk Hoopman |            |
| S. Lettinga 2' J. Nieuwenburg 17' M. Höcher 22' M. Höcher 38' T. de Jong 87' | (4 - 0) |                 | De Braak, Helmond Toeschouwers: 2.926 Arbiter: Luuk Hoopman |            |

Speelronde 28
| Datum/tijd                                | Thuis   | Uitslag       | Uit                                                                              | Informatie |
| ----------------------------------------- | ------- | ------------- | -------------------------------------------------------------------------------- | ---------- |
| 15 februari 2008 20:00                    |         |               |                                                                                  |            |
| Stormvogels Telstar                       | 2 - 0   | Helmond Sport | Sportpark Schoonenberg, IJmuiden Toeschouwers: 1.015 Arbiter: Raymond van Meenen |            |
| L. ten Heuvel 6' (pen.) L. ten Heuvel 75' | (1 - 0) |               | Sportpark Schoonenberg, IJmuiden Toeschouwers: 1.015 Arbiter: Raymond van Meenen |            |

Speelronde 29
| Datum/tijd                           | Thuis   | Uitslag        | Uit                                                         | Informatie |
| ------------------------------------ | ------- | -------------- | ----------------------------------------------------------- | ---------- |
| 22 februari 2008 20:00               |         |                |                                                             |            |
| Helmond Sport                        | 2 - 0   | RBC Roosendaal | De Braak, Helmond Toeschouwers: 3.096 Arbiter: Bas de Groot |            |
| J. Remacle 62' S. Schrier 66' (e.d.) | (0 - 0) |                | De Braak, Helmond Toeschouwers: 3.096 Arbiter: Bas de Groot |            |

Speelronde 30
| Datum/tijd             | Thuis   | Uitslag                           | Uit                                                                    | Informatie |
| ---------------------- | ------- | --------------------------------- | ---------------------------------------------------------------------- | ---------- |
| 29 februari 2008 20:00 |         |                                   |                                                                        |            |
| Go Ahead Eagles        | 1 - 2   | Helmond Sport                     | De Adelaarshorst, Deventer Toeschouwers: 3.815 Arbiter: Danny Makkelie |            |
| S. Ars 90'             | (0 - 1) | 3' J. Habraken 57' I. van Leerdam | De Adelaarshorst, Deventer Toeschouwers: 3.815 Arbiter: Danny Makkelie |            |

Speelronde 31
| Datum/tijd         | Thuis   | Uitslag                         | Uit                                                       | Informatie |
| ------------------ | ------- | ------------------------------- | --------------------------------------------------------- | ---------- |
| 7 maart 2008 20:00 |         |                                 |                                                           |            |
| Helmond Sport      | 1 - 2   | BV Veendam                      | De Braak, Helmond Toeschouwers: 2.934 Arbiter: Ed Janssen |            |
| J. Remacle 82'     | (0 - 1) | 16' R. Schaken 90' A. Zimmerman | De Braak, Helmond Toeschouwers: 2.934 Arbiter: Ed Janssen |            |

Speelronde 32
| Datum/tijd          | Thuis   | Uitslag         | Uit                                                               | Informatie |
| ------------------- | ------- | --------------- | ----------------------------------------------------------------- | ---------- |
| 10 maart 2008 20:00 |         |                 |                                                                   |            |
| MVV                 | 0 - 1   | Helmond Sport   | De Geusselt, Maastricht Toeschouwers: 4.853 Arbiter: Jan Wegereef |            |
|                     | (0 - 0) | 61' M. van Dijk | De Geusselt, Maastricht Toeschouwers: 4.853 Arbiter: Jan Wegereef |            |

Speelronde 33
| Datum/tijd          | Thuis   | Uitslag         | Uit                                                                      | Informatie |
| ------------------- | ------- | --------------- | ------------------------------------------------------------------------ | ---------- |
| 14 maart 2008 20:00 |         |                 |                                                                          |            |
| Haarlem             | 0 - 1   | Helmond Sport   | Haarlem-stadion, Haarlem Toeschouwers: 1.840 Arbiter: Mike van der Roest |            |
|                     | (0 - 0) | 90+2' P. Uneken | Haarlem-stadion, Haarlem Toeschouwers: 1.840 Arbiter: Mike van der Roest |            |

Speelronde 34
| Datum/tijd                                     | Thuis   | Uitslag                                         | Uit                                                        | Informatie |
| ---------------------------------------------- | ------- | ----------------------------------------------- | ---------------------------------------------------------- | ---------- |
| 21 maart 2008 20:00                            |         |                                                 |                                                            |            |
| Helmond Sport                                  | 3 - 3   | RKC Waalwijk                                    | De Braak, Helmond Toeschouwers: 3.896 Arbiter: Bas Nijhuis |            |
| M. Höcher 17' P. Uneken 42' I. van Leerdam 58' | (2 - 2) | 21' F. Benson 39' S. Exouzidis 56' S. Exouzidis | De Braak, Helmond Toeschouwers: 3.896 Arbiter: Bas Nijhuis |            |

Speelronde 35
| Datum/tijd          | Thuis   | Uitslag       | Uit                                                                     | Informatie |
| ------------------- | ------- | ------------- | ----------------------------------------------------------------------- | ---------- |
| 28 maart 2008 20:00 |         |               |                                                                         |            |
| FC Dordrecht        | 0 - 1   | Helmond Sport | GN Bouw-stadion, Dordrecht Toeschouwers: 1.959 Arbiter: Jack van Hulten |            |
|                     | (0 - 0) | 53' Y. Chida  | GN Bouw-stadion, Dordrecht Toeschouwers: 1.959 Arbiter: Jack van Hulten |            |

Speelronde 36
| Datum/tijd         | Thuis   | Uitslag         | Uit                                                     | Informatie |
| ------------------ | ------- | --------------- | ------------------------------------------------------- | ---------- |
| 4 april 2008 20:00 |         |                 |                                                         |            |
| Helmond Sport      | 1 - 1   | Fortuna Sittard | De Braak, Helmond Toeschouwers: 3.822 Arbiter: Dick Jol |            |
| J. Remacle 41'     | (1 - 0) | 75' B. Jacobs   | De Braak, Helmond Toeschouwers: 3.822 Arbiter: Dick Jol |            |

Speelronde 37
| Datum/tijd                                                                                     | Thuis   | Uitslag        | Uit                                                                   | Informatie |
| ---------------------------------------------------------------------------------------------- | ------- | -------------- | --------------------------------------------------------------------- | ---------- |
| 11 april 2008 20:00                                                                            |         |                |                                                                       |            |
| SC Cambuur Leeuwarden                                                                          | 5 - 1   | Helmond Sport  | Cambuurstadion, Leeuwarden Toeschouwers: 6.036 Arbiter: Michel Winter |            |
| M. Dijkhuizen 9' S. van der Heide 18' M. Mboua 44' M. Dijkhuizen 59' J. Nieuwenburg 90' (e.d.) | (3 - 1) | 33' J. Remacle | Cambuurstadion, Leeuwarden Toeschouwers: 6.036 Arbiter: Michel Winter |            |

Speelronde 38
| Datum/tijd          | Thuis   | Uitslag                       | Uit                                                           | Informatie |
| ------------------- | ------- | ----------------------------- | ------------------------------------------------------------- | ---------- |
| 18 april 2008 20:00 |         |                               |                                                               |            |
| Helmond Sport       | 0 - 2   | FC Zwolle                     | De Braak, Helmond Toeschouwers: 3.412 Arbiter: Danny Makkelie |            |
|                     | (0 - 0) | 79' A. Jongsma 81' A. Jongsma | De Braak, Helmond Toeschouwers: 3.412 Arbiter: Danny Makkelie |            |

### Eindstand
| pos | club                  | gs | w  | g  | v  | pnt | dv | dt | ds  |
| --- | --------------------- | -- | -- | -- | -- | --- | -- | -- | --- |
| 1.  | FC Volendam           | 38 | 22 | 11 | 5  | 77  | 89 | 46 | 43  |
| 2.  | RKC Waalwijk +        | 38 | 22 | 11 | 5  | 77  | 84 | 44 | 40  |
| 3.  | FC Den Bosch +        | 38 | 21 | 7  | 10 | 70  | 61 | 37 | 24  |
| 4.  | FC Zwolle +           | 38 | 18 | 13 | 7  | 67  | 70 | 42 | 28  |
| 5.  | MVV                   | 38 | 16 | 12 | 10 | 60  | 66 | 50 | 16  |
| 6.  | ADO Den Haag          | 38 | 16 | 10 | 12 | 58  | 58 | 50 | 8   |
| 7.  | Helmond Sport         | 38 | 17 | 7  | 14 | 58  | 53 | 52 | 1   |
| 8.  | TOP Oss               | 38 | 15 | 10 | 13 | 55  | 58 | 61 | -3  |
| 9.  | FC Emmen              | 38 | 14 | 11 | 13 | 53  | 61 | 74 | -13 |
| 10. | Go Ahead Eagles +     | 38 | 16 | 3  | 19 | 51  | 60 | 64 | -4  |
| 11. | RBC Roosendaal        | 38 | 13 | 10 | 15 | 49  | 46 | 49 | -3  |
| 12. | FC Dordrecht          | 38 | 12 | 11 | 15 | 47  | 59 | 52 | 7   |
| 13. | FC Omniworld          | 38 | 11 | 14 | 13 | 47  | 56 | 55 | 1   |
| 14. | BV Veendam            | 38 | 11 | 14 | 13 | 47  | 57 | 67 | -10 |
| 15. | Stormvogels Telstar   | 38 | 14 | 4  | 20 | 46  | 41 | 51 | -10 |
| 16. | AGOVV Apeldoorn       | 38 | 12 | 5  | 21 | 41  | 66 | 98 | -32 |
| 17. | Fortuna Sittard       | 38 | 10 | 10 | 18 | 40  | 48 | 69 | -21 |
| 18. | SC Cambuur Leeuwarden | 38 | 10 | 9  | 19 | 39  | 50 | 67 | -17 |
| 19. | FC Eindhoven          | 38 | 8  | 8  | 22 | 32  | 49 | 83 | -34 |
| 20. | Haarlem               | 38 | 5  | 14 | 19 | 29  | 39 | 60 | -21 |

Legenda
| Kleur | Kwalificatie voor                                    |
| ----- | ---------------------------------------------------- |
|       | Promotie naar de Eredivisie                          |
|       | Play-offs voor promotie naar de Eredivisie, 2e ronde |
|       | Play-offs voor promotie naar de Eredivisie, 1e ronde |
| +     | Periode kampioen                                     |

## KNVB Beker
2e ronde
| Datum/tijd              | Thuis   | Uitslag         | Uit                                                               | Informatie |
| ----------------------- | ------- | --------------- | ----------------------------------------------------------------- | ---------- |
| 25 september 2007 20:00 |         |                 |                                                                   |            |
| Helmond Sport           | 0 - 1   | Go Ahead Eagles | De Braak, Helmond Toeschouwers: 1.762 Arbiter: Raymond van Meenen |            |
|                         | (0 - 0) | 89' A. Ahahaoui | De Braak, Helmond Toeschouwers: 1.762 Arbiter: Raymond van Meenen |            |

## Nacompetitie
1e ronde
| Datum/tijd                          | Thuis | Uitslag                          | Uit                                                        | Informatie |
| ----------------------------------- | ----- | -------------------------------- | ---------------------------------------------------------- | ---------- |
| 22 april 2008 20:00                 |       |                                  |                                                            |            |
| Top Oss                             | 2 - 2 | Helmond Sport                    | Top Oss Stadion, Oss Toeschouwers: 2.654 Arbiter: Dick Jol |            |
| A. Moutawakil 59' C. Kazlauskas 90' | 0 - 0 | 58' M. Höcher 61' I. van Leerdam | Top Oss Stadion, Oss Toeschouwers: 2.654 Arbiter: Dick Jol |            |

| Datum/tijd                                     | Thuis | Uitslag | Uit                                                            | Informatie |
| ---------------------------------------------- | ----- | ------- | -------------------------------------------------------------- | ---------- |
| 26 april 2008 20:00                            |       |         |                                                                |            |
| Helmond Sport                                  | 3 - 0 | TOP Oss | De Braak, Helmond Toeschouwers: 3.412 Arbiter: Dick van Egmond |            |
| M. Höcher 11' J. Nieuwenburg 52' M. Höcher 67' | 1 - 0 |         | De Braak, Helmond Toeschouwers: 3.412 Arbiter: Dick van Egmond |            |

2e ronde
| Datum/tijd                         | Thuis | Uitslag                                   | Uit                                                        | Informatie |
| ---------------------------------- | ----- | ----------------------------------------- | ---------------------------------------------------------- | ---------- |
| 1 mei 2008 14:30                   |       |                                           |                                                            |            |
| Helmond Sport                      | 2 - 3 | De Graafschap                             | De Braak, Helmond Toeschouwers: 3.698 Arbiter: Ruud Bossen |            |
| J. Habraken 42' I. van Leerdam 85' |       | 16' L. Schöne 58' L. Schöne 65' L. Schöne | De Braak, Helmond Toeschouwers: 3.698 Arbiter: Ruud Bossen |            |

| Datum/tijd                                      | Thuis | Uitslag              | Uit                                                                    | Informatie |
| ----------------------------------------------- | ----- | -------------------- | ---------------------------------------------------------------------- | ---------- |
| 4 mei 2008 14:30                                |       |                      |                                                                        |            |
| De Graafschap                                   | 3 - 1 | Helmond Sport        | De Vijverberg, Doetinchem Toeschouwers: 10.050 Arbiter: Pol van Boekel |            |
| L. Hese 34' N. Tarvajärvi 36' N. Tarvajärvi 90' | 2 - 1 | 42' (pen.) M. Höcher | De Vijverberg, Doetinchem Toeschouwers: 10.050 Arbiter: Pol van Boekel |            |

## Eerste elftal

### Selectie
| Nr.           | Nat.               | Naam                      | Competitie | Competitie | Beker | Beker | Play-offs | Play-offs | Totaal | Totaal | Vorige club         |
| Nr.           | Nat.               | Naam                      | W          |            | W     |       | W         |           | W      |        | Vorige club         |
| ------------- | ------------------ | ------------------------- | ---------- | ---------- | ----- | ----- | --------- | --------- | ------ | ------ | ------------------- |
| Keepers       |                    |                           |            |            |       |       |           |           |        |        |                     |
| 1             | Vlag van Nederland | Robert van Westerop       | 38         | 0          | 1     | 0     | 4         | 0         | 43     | 0      | FC Emmen            |
| 20            | Vlag van Nederland | Remond Strijbosch         | 0          | 0          | 0     | 0     | 0         | 0         | 0      | 0      | RKSV MULO           |
| Verdedigers   |                    |                           |            |            |       |       |           |           |        |        |                     |
| 2             | Vlag van België    | Sidney Lammens            | 31         | 0          | 1     | 0     | 4         | 0         | 36     | 0      | KV Oostende         |
| 3             | Vlag van Nederland | René Paardekooper         | 26         | 0          | 0     | 0     | 4         | 0         | 30     | 0      | VV Gemert           |
| 4             | Vlag van Nederland | Peter Uneken              | 34         | 6          | 0     | 0     | 4         | 0         | 38     | 6      | FC Den Bosch        |
| 5             | Vlag van Nederland | Hesdey Suart              | 22         | 1          | 0     | 0     | 3         | 0         | 25     | 1      | Vitesse             |
| 14            | Vlag van Nederland | Ruud Jansen               | 7          | 1          | 1     | 0     | 0         | 0         | 8      | 1      | PSV                 |
| 17            | Vlag van Nederland | Jan-Willem van der Putten | 1          | 0          | 1     | 0     | 0         | 0         | 2      | 0      | PSV                 |
| 23            | Vlag van Nederland | Guus Joppen               | 26         | 1          | 0     | 0     | 1         | 0         | 27     | 1      | PSV                 |
| Middenvelders |                    |                           |            |            |       |       |           |           |        |        |                     |
| 6             | Vlag van Nederland | John Nieuwenburg          | 26         | 2          | 1     | 0     | 4         | 1         | 31     | 3      | FC Dordrecht        |
| 7             | Vlag van Nederland | Ilja van Leerdam          | 36         | 3          | 1     | 0     | 4         | 2         | 41     | 5      | FC Eindhoven        |
| 8             | Vlag van Nederland | Mark van Dijk             | 34         | 1          | 0     | 0     | 0         | 0         | 34     | 1      | VV Gemert           |
| 10            | Vlag van Nederland | Sjaak Lettinga            | 35         | 5          | 1     | 0     | 4         | 0         | 40     | 5      | FC Volendam         |
| 15            | Vlag van Nederland | Roel Schirra              | 11         | 0          | 1     | 0     | 0         | 0         | 12     | 0      | PSV                 |
| 17            | Vlag van Nederland | Mart van de Gevel         | 1          | 0          | 0     | 0     | 1         | 0         | 2      | 0      | RKSV Nuenen         |
| 18            | Vlag van Brazilië  | Bruno Roma                | 13         | 2          | 1     | 0     | 3         | 0         | 17     | 2      | Pão de Açúcar       |
| Aanvallers    |                    |                           |            |            |       |       |           |           |        |        |                     |
| 9             | Vlag van Nederland | Guillano Grot             | 4          | 0          | 0     | 0     | 0         | 0         | 4      | 0      | Excelsior Rotterdam |
| 11            | Vlag van Angola    | Marcio Junqueira          | 24         | 2          | 0     | 0     | 2         | 0         | 26     | 2      | Stormvogels Telstar |
| 12            | Vlag van Nederland | Marc Höcher               | 37         | 5          | 1     | 0     | 4         | 4         | 42     | 9      | Heracles Almelo     |
| 16            | Vlag van Nederland | Joost Habraken            | 31         | 5          | 0     | 0     | 4         | 1         | 35     | 6      | PSV                 |
| 19            | Vlag van Nederland | Youssef Chida             | 33         | 6          | 1     | 0     | 3         | 0         | 37     | 6      | Eigen Jeugd         |
| 22            | Vlag van België    | Jordan Remacle            | 34         | 9          | 1     | 0     | 4         | 0         | 39     | 9      | RKC Waalwijk (huur) |
| 24            | Vlag van Nederland | Hilmi Mihci               | 16         | 1          | 0     | 0     | 0         | 0         | 16     | 1      | Sivasspor           |
| -             | Vlag van Nederland | Pierre Butela             | 1          | 0          | 0     | 0     | 0         | 0         | 1      | 0      | Eigen Jeugd         |
| -             | Vlag van Nederland | Thijs Heus                | 2          | 0          | 0     | 0     | 0         | 0         | 2      | 0      | PSV                 |
| -             | Vlag van Nederland | Noël Jansen               | 1          | 0          | 0     | 0     | 2         | 0         | 3      | 0      | Sparta '25          |
| -             | Vlag van Nederland | Thomas de Jong            | 1          | 1          | 0     | 0     | 0         | 0         | 1      | 1      | PSV                 |

### Technische staf
|                    | Naam                | Functie            |
| ------------------ | ------------------- | ------------------ |
| Vlag van Nederland | Jan Poortvliet      | Hoofdtrainer/Coach |
| Vlag van Nederland | Jurgen Streppel     | Assistent-trainer  |
| Vlag van Nederland | Rein van Duijnhoven | Keeperstrainer     |